# Manton (Lincolnshire)
Manton – wieś i civil parish w Anglii, w Lincolnshire, w dystrykcie (unitary authority) North Lincolnshire. W 2011 roku civil parish liczyła 123 mieszkańców. Manton jest wspomniana w Domesday Book (1086) jako Malmetune/Mameltune.